# Fabio Mollo
Fabio Mollo (Reggio Calabria, 27 aprile 1980) è un regista e sceneggiatore italiano.

## Biografia
Nato e cresciuto nel quartiere Gebbione di Reggio Calabria, all'età di diciotto anni Mollo si trasferisce a Londra dove studia Visual Theory: Film History presso la University of East London, laureandosi nel 2002. Tornato in Italia realizza il suo primo cortometraggio, Troppo vento, per cui ottiene l'ammissione al corso di regia al Centro Sperimentale Cinematografico di Roma, dove completa i suoi studi. Durante il periodo al Centro Sperimentale realizza altri cortometraggi tra cui Al buio, presentato nella sezione "scuole di cinema" alla 62ª Mostra internazionale d'arte cinematografica di Venezia, e Giganti, presentato in concorso alla 58ª edizione del Festival di Berlino, vincitore del premio del miglior cortometraggio italiano al Torino Film Festival, Menzione Speciale ai Nastri d'argento 2008 e vincitore premio della stampa al Festival international du court métrage de Clermont-Ferrand.
Avendo concluso il suo percorso di studi, inizia a lavorare come assistente alla regia in varie produzioni cinematografiche e televisive, come Alza la testa, Scialla! (Stai sereno), Boris - Il film e Non pensarci. Lavora anche come filmmaker per MTV Italia, realizzando vari contenuti per il canale.  
Nel 2011 viene selezionato tra i dieci giovani registi che partecipano alla Cinefondation del Festival di Cannes. Negli stessi anni viene selezionato anche da altri programmi di sviluppo di festival prestigiosi, come il Talent Project Market della Berlinale (2011), il Talent Lab del Toronto International Film Festival (2014), al Nipkow Programm di Berlino (2012) e l’Atelier d’Anger (2009) diretto da Jeanne Moreau.  
Come sceneggiatore è per due volte finalista al Premio Solinas (2005 e 2015). Nel 2010, grazie a Giganti vince una borsa di studio per giovani registi italiani alla New York Film Academy e il Cinemaster Universal presso gli Universal Studios di Los Angeles (2010). Nel 2011 con la sceneggiatura del suo primo lungometraggio Il sud è niente, scritta assieme a Josella Porto, vince il Production Award al Torino Film Lab, che gli permette di dedicarsi alla realizzazione del suo primo film. 

### Il debutto
Nel 2012 torna a Reggio Calabria, nel suo quartiere di origine, e inizia finalmente la lavorazione del suo primo lungometraggio: Il sud è niente.  Il film, con Miriam Karlkvist (al suo debutto cinematografico), Vinicio Marchioni, Alessandra Costanzo, Francesco Colella e Valentina Lodovini debutta in anteprima mondiale nel settembre 2013 al Toronto International Film Festival. A novembre dello stesso anno è in concorso al Festival internazionale del film di Roma nella sezione Alice nella città, dove vince il premio Camera d'Oro Taodue. Nel febbraio 2014 è  in concorso nella sezione "Generation" al 64º Festival di Berlino, dove la protagonista Miriam Karlkvist riceve il premio Shooting Star Award.  
Il film partecipa a molti altri festival cinematografici internazionali e Fabio ottiene, tra gli altri riconoscimenti, la candidatura come Miglior Regista Esordiente ai Nastri d’Argento. Il film conquista anche le candidature come Miglior Film d’Esordio, Migliore Attrice Protagonista e Miglior Colonna Sonora ai Globi d’Oro 2014 assegnati dalla stampa estera.

### Il secondo film
Nel 2015 dirige il suo primo documentario, Vincenzo da Crosia, incentrato sulla storia delle apparizioni di Crosia. Il documentario racconta un argomento molto controverso e delicato attraverso l'utilizzo quasi esclusivo di materiale di repertorio. Vincenzo da Crosia, prodotto da Wildside e da Discovery, viene presentato in anteprima al Torino Film Festival 2015, dove vince la menzione speciale del premio AVANTI; qualche mese più tardi è finalista ai Nastri d'argento 2016. 
Nel 2016 è tra i registi del progetto Artists in Love per Sky Arte HD, che racconta 10 storie d'amore tra celebri personalità del mondo dello spettacolo e dell'arte. Nello stesso anno segue la lavorazione della serie televisiva The Young Pope di Paolo Sorrentino e nasce il documentario The Young Pope - A Tale of Filmmaking. Il film, prodotto sempre da Wildside, viene trasmesso su Sky e HBO, e viene candidato come Miglior Documentario ai Nastri d'argento. 
Nel marzo 2016 torna sul set assieme a Luca Marinelli e Isabella Ragonese per realizzare il suo secondo lungometraggio, Il padre d'Italia. Il film, prodotto da Donatella Botti con Rai Cinema, uscì nelle sale italiane nel 2017 ed ebbe un successo di critica e di pubblico, ricevendo quattro candidature ai Nastri d'argento: Luca Marinelli come miglior attore protagonista, Isabella Ragonese come miglior attrice protagonista, Anna Ferruzzo come miglior attrice non protagonista e Fabio Mollo e Josella Porto per il miglior soggetto. Il film vinse un Globo d'Oro con Isabella Ragonese come miglior attrice ed ebbe la nomina con Luca Marinelli come miglior attore. Marinelli vinse anche il premio come miglior attore al Bif&st 2017. Il film venne selezionato a vari festival internazionali e vinse il Premio della Giuria e Premio Giuria Giovane al Festival du Film Italien de Villerupt 2017, Premio della Critica Les rencontres du cinéma italien à Toulouse 2017, Premio del Pubblico al Festival du Cinema Italien de Bastia 2017, Premio del Pubblico al Festival del Cinema Italiano di Ajaccio 2018. Nel 2018, il film uscì nelle sale francesi. Il padre d'Italia vinse anche il premio come miglior film al N.I.C.E. (New Italian Cinema Event), ottenendo quindi diffusione negli Stati Uniti e in Russia. Inoltre il film ricevé il premio Diversity Media Award 2018 come miglior film dell’anno a tematica LGBT. 

### Serie TV e piattaforme streaming
Nel 2018 firma la regia del Film Tv per Canale 5 Liberi sognatori - Una donna contro tutti  sulla storia di Renata Fonte, con Cristiana Capotondi, Peppino Mazzotta e Giorgio Marchesi e prodotto da Tao Due per Mediaset, e successivamente distribuita sulla piattaforma Netflix.  
Sempre nel 2018 è uno dei registi della terza stagione della serie di Rai 1 Tutto Può Succedere, prodotta da Cattleya e interpretata da Maya Sansa, Pietro Sermonti, Matilda de Angelis, Camilla Filippi, Giorgio Colangeli, Benedetta Porcaroli e Licia Maglietta. Sempre nello stesso anno inizia la collaborazione con Virginia Raffaele, firmando la regia di Come Quando Fuori Piove, la prima serie da lei scritta e che la vede protagonista, prodotta da Ballandi per Dicovery.
Nel 2020 Fabio inizia la sua collaborazione con Netlfix, firmando la regia dei primi quattro episodi della serie thriller fantasy Curon. La serie, scritta da Ezio Abbate, Ivano Fachin, Giovanni Galassi, Tommaso Matano, girata assiema a Lyda Patitucci, prodotta da Indiana, è la quinta serie italiane originale Netflix. Interamente ambientata nel paesino di Curon-Venosta in Alto Adige, la serie riscuote un grande successo in Italia e all'estero. Nel cast Valeria Bilello, Luca Lionello, Margherita Morchio, Federico Russo, Anna Ferzetti, Alessandro Tedeschi. 
Nel 2021 esce in prima serata su Canale 5 Masantonio - Sezione Scomparsi, di cui Fabio è regista principale. La serie di 10 episodi ambientata a Genova è un procedural drama scritto da Gianluca Leoncini e Valerio Cilio,  prodotto da Cattleya per Mediaset e vede protagonista Alessandro Preziosi nei panni di Elio Masantonio, assieme a Davide Iacopini, Claudia Pandolfi e Bebo Storti. La serie viene distribuita in vari territori internazionali tra cui Francia, Australia e Indonesia. 
Sempre nel 2021 Fabio è il regista del primo film Amazon Original in Italia, Anni da cane, scritto da Alessandro Bosi e Mery Stella Brugiati, prodotto da Notorious Pictures per Amazon Studios, con protagonista Aurora Giovinazzo. Il film è stato presentato fuori concorso alla Festa del Cinema di Roma 2021, nella sezione Alice nella Città, ed è uscito in 240 paesi in tutto il mondo il 26 novembre 2021 sulla piattaforma Amazon Prime.

### Altre attività
Oltre al lavoro di cineasta, dal 2014 Mollo è docente di regia cinematografica presso la Rome University of Fine Arts (RUFA) e dal 2015 è curatore del Filmmaking Lab. È stato direttore artistico del Cinema Teatro "Gentile" di Cittanova, in Calabria, di cui ha curato la riapertura dopo dieci anni di chiusura.
Nel 2021 è stato giudice ospite della prima stagione di Drag Race Italia.

## Vita privata
Nel 2016 si è sposato a New York col compagno, Daniele Balicco.

## Filmografia

### Regista e sceneggiatore

#### Lungometraggi
- Il sud è niente (2013)
- Il padre d'Italia (2017)
- Anni da cane (2021)
- My Soul Summer (2022)
- Nata per te (2023)

#### Cortometraggi
- Troppo vento (2003)
- Al buio (2005)
- Carmilla (2006)
- Giganti (2008)
- Un'offerta per la festa (2009)

#### Televisione
- Come quando fuori piove - serie TV (2018)
- Tutto può succedere – serie TV (2018)
- Liberi sognatori - Una donna contro tutti – film TV (2018)
- Curon – serie TV, 4 episodi (2020)
- Masantonio - Sezione scomparsi – serie TV (2021)

#### Documentari
- Il mondo a mezzogiorno (2009)
- Napoli 24 (2012)
- Vincenzo da Crosia (2015)
- The Young Pope: A Tale of Filmmaking  (2016)
- Artists in Love (2016)
- Semidei (2023)